# Диджеят
„Диджеят“ (на английски: In the Mix) е американска романтично-криминална трагикомедия от 2005 г. на режисьора Рон Ъндърууд, с участието на поп певеца Ъшър, Чаз Палминтери, Емануел Шрики и Кевин Харт. Премиерата на филма е на 23 ноември 2005 г. от „Туентиът Сенчъри Фокс“, а на 21 март 2006 г. е пуснат на VHS и DVD от Lions Gate Home Entertainment.